# Syracuse Salty Dogs

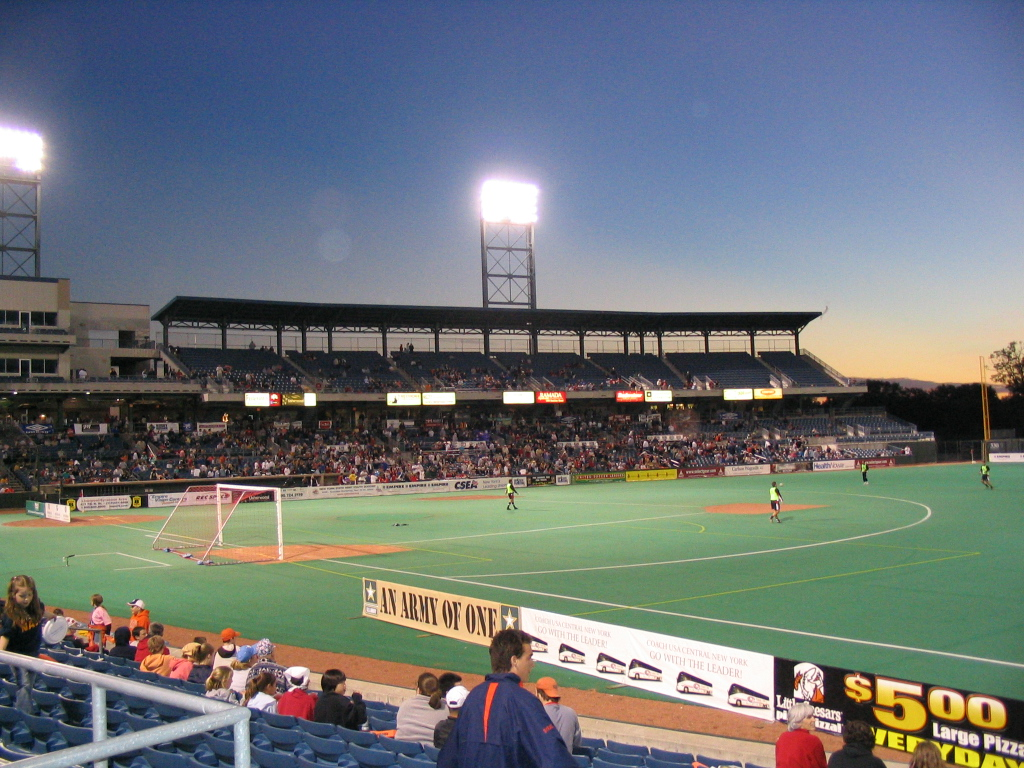
El Syracuse Salty Dogs vs. los Atlanta Silverbacks en 2004 en el Alliance Bank Stadium en Syracuse, New York.

El Syracuse Salty Dogs fue un equipo de fútbol de los Estados Unidos que formó parte de la USL A-League, la cuarta liga de fútbol en importancia en el país.

## Historia
Fue fundado en el año 2003 en la ciudad de Syracuse, New York e hicieron su debut en la cuarta división ese mismo año bajo el mando del entrenador inglés Laurie Calloway y fue uno de los clubes que atrajo más aficionados a los partidos en cada una de sus temporadas, aunque no fue tan efectivo en cuanto a resultados.
A pesar de que llegaban gran cantidad de gente a los partidos de local, el club tenía problemas financieros gracias al uso que le daban al P&C Stadium, mismo escenario que tenía en Syracuse Chiefs de baseball, lo que obligaba al club a jugar varias veces de local en el Liverpool Athletic Complex, sede de fútbol en secundaria de Liverpool, New York, que también compartían con el CNY Express, equipo amateur de fútbol americano.
En el 2004 pretendían construir un estadio cerca de Armory Square, pero el club se declaró en bancarrota en octubre del 2004, aunque Matt Driscoll, alcalde de Syracuse, New York inició la construcción del estadio con el fin de que el club regrese a competir.

## Temporadas
| Año  | Liga         | Temporada Regular | Playoffs     | US Open Cup  | Récord          | Asistencia Promedio |
| ---- | ------------ | ----------------- | ------------ | ------------ | --------------- | ------------------- |
| 2003 | USL A-League | 4º, Northeast     | No clasificó | No clasificó | 11-12-5 (G-P-E) | 6,885               |
| 2004 | USL A-League | 3º, Eastern       | Semifinales  | 3.ª Ronda    | 15-8-5          | 6,387               |

## Entrenadores
- Laurie Calloway (2003-2004)

## Jugadores

### Jugadores destacados
| - Matthew Barnes-Homer - Frank Sanfilippo | - Jonny Steele - Ian Woan |

| Nombre           | Goles | Asistencias | Puntos |
| ---------------- | ----- | ----------- | ------ |
| Gabriel Valencia | 10    | 1           | 21     |
| Machel Millwood  | 6     | 2           | 14     |
| Lars Lyssand     | 4     | 3           | 11     |
| Rene Rivas       | 4     | 0           | 8      |
| Mike Kirmse      | 3     | 2           | 8      |
| Noah Delgado     | 1     | 5           | 7      |
| Ryan Mack        | 2     | 2           | 6      |
| Jack Jewsbury    | 2     | 0           | 4      |
| Neil McNab       | 2     | 0           | 4      |
| Tommy Tanner     | 2     | 0           | 4      |
| Ryan Hall        | 1     | 2           | 4      |
| Ian Woan         | 1     | 2           | 4      |
| Adauto Neto      | 1     | 1           | 3      |
| Isiais Bardales  | 1     | 0           | 2      |
| Anthony Medina   | 0     | 2           | 2      |
| Paul Nagy        | 0     | 1           | 1      |

| Nombre               | Goles | Asistencias | Puntos |
| -------------------- | ----- | ----------- | ------ |
| Mauro Carbajal       | 9     | 1           | 19     |
| Machel Millwood      | 6     | 4           | 16     |
| Rene Rivas           | 6     | 2           | 14     |
| Anthony Maher        | 6     | 1           | 13     |
| Christoher Dore      | 3     | 6           | 12     |
| Atilla Vendegh       | 3     | 3           | 9      |
| Ian Woan             | 2     | 4           | 8      |
| Lars Lyssand         | 3     | 1           | 7      |
| Timothy O'Neil       | 1     | 2           | 4      |
| Jonathon Steele      | 1     | 2           | 4      |
| Matthew Barnes-Homer | 1     | 0           | 2      |
| Cjaba Kerekes        | 1     | 0           | 2      |
| Christian Neagu      | 1     | 0           | 2      |
| Cuauhtémoc Suárez    | 1     | 0           | 2      |
| Kupono Low           | 0     | 1           | 1      |
| Ryan Mack            | 0     | 1           | 1      |
| Jason Perry          | 0     | 1           | 1      |